# Rhizomys pruinosus
Rhizomys pruinosus — вид гризунів родини Spalacidae, поширений у Південно-Східній Азії (Камбоджа, Лаос, Малайзія, М'янма, Таїланд і В'єтнам), Східній Азії (Китай) і Південній Азії (Індія). Зустрічається від низин до висоти 4000 метрів над рівнем моря. Він зустрічається в різних середовищах існування, включаючи хвойні та змішані ліси, вторинні ліси, чагарникові землі, що межують з лісами, плантації та бамбукові зарості. У густих лісах і на оброблюваних землях його, як правило, немає.

## Морфологічні особливості
Rhizomys pruinosus — міцний гризун, довжина голови й тулуба якого становить від 240 до 345 мм, а хвіст — від 90 до 130 мм. Його маса коливається від 1500 до 2500 г. Хутро зверху сірувато-коричневе або темно-коричневе з дещо сивим виглядом через наявність захисних волосків з білими кінчиками. Низ більш блідий, сірувато-коричневий, а хвіст маловолосий. Череп широкий і дещо сплощений, а вилична дуга велика. Верхні різці скошені всередину, а широкі моляри помаранчевого кольору.

## Спосіб життя
Цей пацюк веде нічний спосіб життя і живе поодинці в простій норі, яка має один вхід, позначений горбком, евакуаційним виходом, гніздовою камерою та вигрібною камерою. Гніздо вистилає висушеними травами і шматками бамбука. R. pruinosus виходить вночі, щоб добути рослинний матеріал, харчуючись здебільшого стеблами та корінням бамбука та бородовою травою. Розмноження може відбуватися цілий рік, але його пік припадає на листопад/грудень і березень/червень. У цей час самець перебирається в нору самиці. Вагітність триває приблизно 22 дні, а розмір виводку зазвичай становить від одного до п'яти. Відлучення відбувається, коли молодняк досягає двох або двох з половиною місяців.